# Kraški gaber
Kraški gaber (znanstveno ime Carpinus orientalis) je listopadna drevesna vrsta, ki je razširjena tudi v Sloveniji.

## Opis
Kraški gaber je nizko drevo, ki le redko preseže višino 10 m. Listi so dolgi med 3 in 5 cm. 

## Razširjenost in uporabnost
Kraški gaber je razširjen od Madžarske in Italije na zahodu do Kavkaza na vzhodu.  V zadnjih letih se kraški gaber pogosto sadi kot okrasno drevo za izdelavo bonsajev.